# Giải bóng đá ngoại hạng Mông Cổ 2019
Giải bóng đá ngoại hạng Mông Cổ 2019 (tiếng Anh: 2019 Mongolian Premier League) là mùa giải lần thứ 51 của giải bóng đá ngoại hạng Mông Cổ thuộc bóng đá Mông Cổ. Mùa giải bắt đầu vào ngày 13 tháng 4 và dự kiến kết thúc vào tháng 8 năm 2019. Đây là năm thứ hai của hợp đồng tài trợ 3 năm với Mazala
Erchim là đương kim vô địch. Khoromkhon và Khaan Khuns Titem tham gia với tư cách là những đội bóng được thăng hạng từ Giải bóng đá hạng nhất quốc gia Mông Cổ 2018

## Các đội bóng

### Sân vận động và vị trí
| Câu lạc bộ        | Thành phố   | Sân vận động                   | Sức chứa |
| ----------------- | ----------- | ------------------------------ | -------- |
| Anduud City       | Ulaanbaatar | Trung tâm bóng đá MFF          | 5.000    |
| Athletic 220      | Ulaanbaatar | Trung tâm bóng đá MFF          | 5.000    |
| Deren             | Deren       | Sân vận động thể thao quốc gia | 12.500   |
| Erchim FC         | Ulaanbaatar | Sân vận động Erchim            | 2.000    |
| Falcons           | Ulaanbaatar | Trung tâm bóng đá MFF          | 5.000    |
| Khaan Khuns Titem | Ulaanbaatar | Trung tâm bóng đá MFF          | 5.000    |
| Khangarid         | Erdenet     | Sân vận động Erdenet           | 7.000    |
| Khoromkhon        | Ulaanbaatar | Trung tâm bóng đá MFF          | 5.000    |
| FC Ulaanbaatar    | Ulaanbaatar | Trung tâm bóng đá MFF          | 5.000    |
| Ulaanbaatar City  | Ulaanbaatar | G-Mobile Arena                 | 3.000    |

### Nhân sự và trang phục
| Đội bóng          | Huấn luyện viên       | Đội trưởng           | Nhà sản xuất trang phục | Nhà tài trợ áo (ngực)      |
| ----------------- | --------------------- | -------------------- | ----------------------- | -------------------------- |
| Anduud City       | Vojislav Bralusic     |                      | Zeus Sport              |                            |
| Athletic 220      | Murata Shori          | Naranbold Nyam-Osor  | TG Sport                | Capitron                   |
| Deren             | Tsebendal Tumenjargal |                      | Joma                    |                            |
| Erchim            | Battulga Zorigt       | Enkhjargal Tserenjav | Adidas                  | Herbalife                  |
| Falcons           | Nishio Tatsuya        |                      |                         | NCD Corporation            |
| Khaan Khuns Titem | Alim Zumakulov        |                      | TG Sport                | Khaan Khuns                |
| Khangarid         |                       |                      | TG Sport                | Erdenet Mining Corporation |
| Khoromkhon        |                       | Amarsanaa Ganbold    |                         | Khairkhan Uul Crew         |
| Ulaanbaatar       | Fukudo Jun            | Bayarjargal Oyuunbat | TG Sport                | Niislel                    |
| Ulaanbaatar City  | Lümbengarav Donorov   | Tsedenbal Norjmoo    |                         | G-Mobile                   |

## Bảng giải đấu
| VT | Đội               | ST | T | H | B | BT | BB | HS | Đ | Giành quyền tham dự hoặc xuống hạng                    |
| -- | ----------------- | -- | - | - | - | -- | -- | -- | - | ------------------------------------------------------ |
| 1  | Erchim            | 2  | 2 | 0 | 0 | 7  | 2  | +5 | 6 | Vượt qua vòng loại đến vòng sơ loại 1 Cúp AFC          |
| 2  | Ulaanbaatar City  | 2  | 1 | 1 | 0 | 5  | 1  | +4 | 4 |                                                        |
| 3  | Ulaanbaatar       | 2  | 1 | 0 | 1 | 6  | 4  | +2 | 3 |                                                        |
| 4  | SP Falcons        | 2  | 1 | 0 | 1 | 4  | 2  | +2 | 3 |                                                        |
| 5  | Athletic 220      | 1  | 1 | 0 | 0 | 2  | 0  | +2 | 3 |                                                        |
| 6  | Anduud City       | 2  | 1 | 0 | 1 | 2  | 5  | −3 | 3 |                                                        |
| 7  | Deren             | 1  | 0 | 1 | 0 | 1  | 1  | 0  | 1 |                                                        |
| 8  | Khangarid         | 0  | 0 | 0 | 0 | 0  | 0  | 0  | 0 |                                                        |
| 9  | Khoromkhon        | 2  | 0 | 0 | 2 | 1  | 6  | −5 | 0 | Xuống hạng đến Giải bóng đá hạng nhất quốc gia Mông Cổ |
| 10 | Khaan Khuns Titem | 2  | 0 | 0 | 2 | 0  | 7  | −7 | 0 | Xuống hạng đến Giải bóng đá hạng nhất quốc gia Mông Cổ |